# サンサンシティマーゴ
サンサンシティマーゴは、岐阜県関市倉知516にある地元主導型ショッピングセンター。株式会社サン・ストラッセが運営している。

## 沿革
- 1994年（平成6年）9月23日 - ジャスコ関店を核店舗として、57店舗の専門店が入居して開業した[2]。
- 2000年（平成12年）12月1日 - マーゴ本館が増床され、入居店舗数が約100店となった[5]。
- 2003年（平成15年）
  - 11月22日 - 映画館「シネックス マーゴ」が開業する[4]。
  - 同年 - 本館1階の夢広場だった位置にスターバックスが開業する。これにより、開業当初から本館1階にあった夢広場は真上の本館2階に移転した。
- 2010年（平成22年）
  - 7月17日 - 温浴施設「倉知温泉 マーゴの湯」が開業[6]。
  - 11月 - スポーツ用品店のヒマラヤが入居する北館スポーツ館が開業する[7]。
- 2011年（平成23年）3月1日 - ジャスコ関店がイオン関店に商号変更。
- 2016年（平成28年）7月9日 - スポーツ館とシネマ館を結ぶ連絡通路が開通した。これにより、本館・スポーツ館・シネマ館が直結され、2階から往来することが可能となった。
- 2017年（平成29年）10月28日 - 複合商業施設「マーゴ ウエスト」がオープンする。敷地内には8店舗のテナントが入居した。
- 2023年（令和5年）4月18日 - 北西側のシネマ館駐車場内にスターバックスがオープン。
- 2024年（令和6年）9月13日 - 開業30周年に伴い、本館2階が大幅に改装されGUの開業やユニクロの店舗面積が拡大するなどのリニューアルを実施[8]。

## テナント
本館、スポーツ館、シネマ館、マーゴ ウエストの4棟と、温浴施設「倉知温泉 マーゴの湯」で構成される。
また、本館はイオン関店、スポーツ館はヒマラヤ、シネマ館は後述の「シネックス マーゴ」、マーゴ ウエストはMEGAドン・キホーテとニトリを核店舗とする。

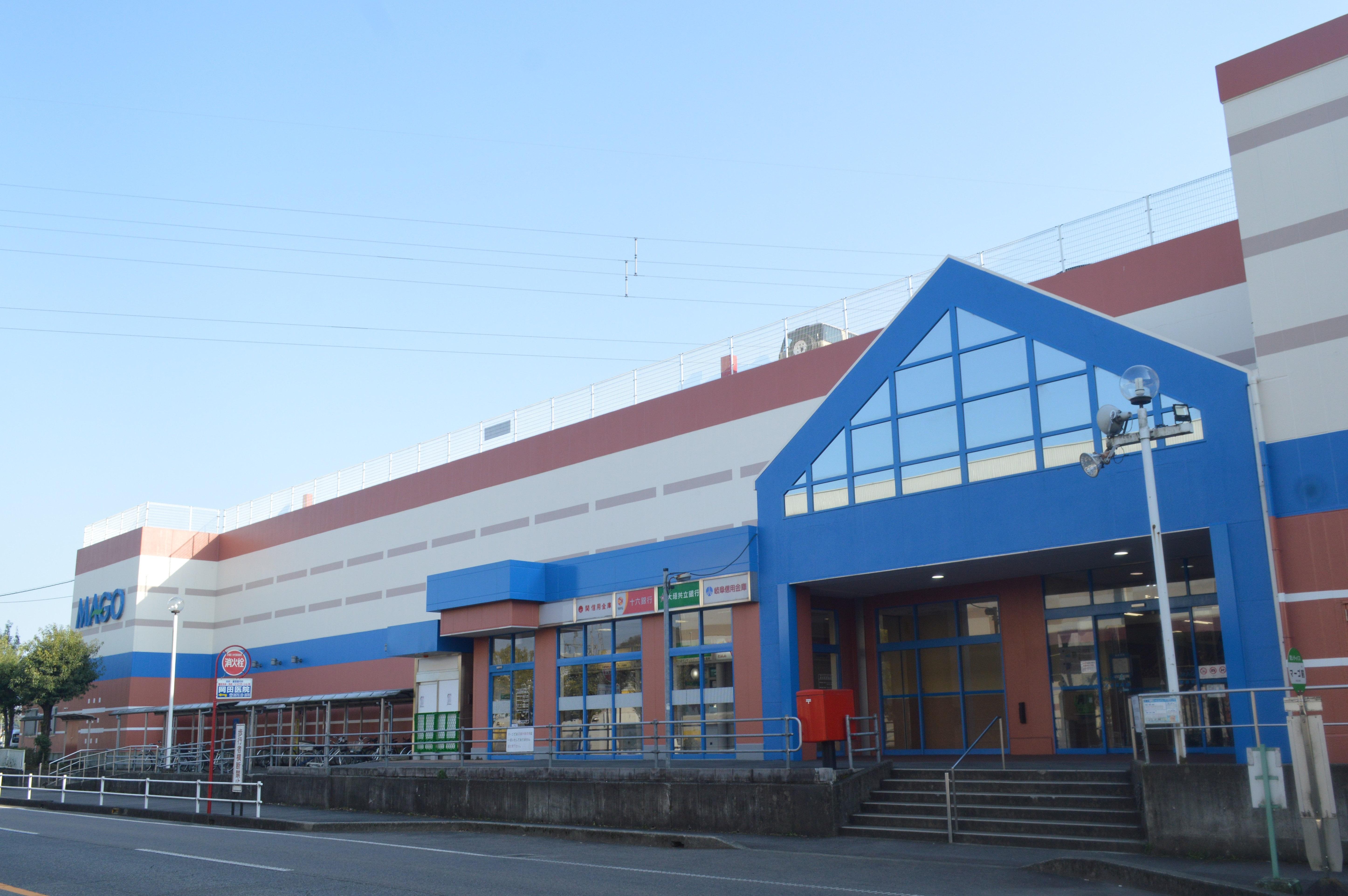
本館
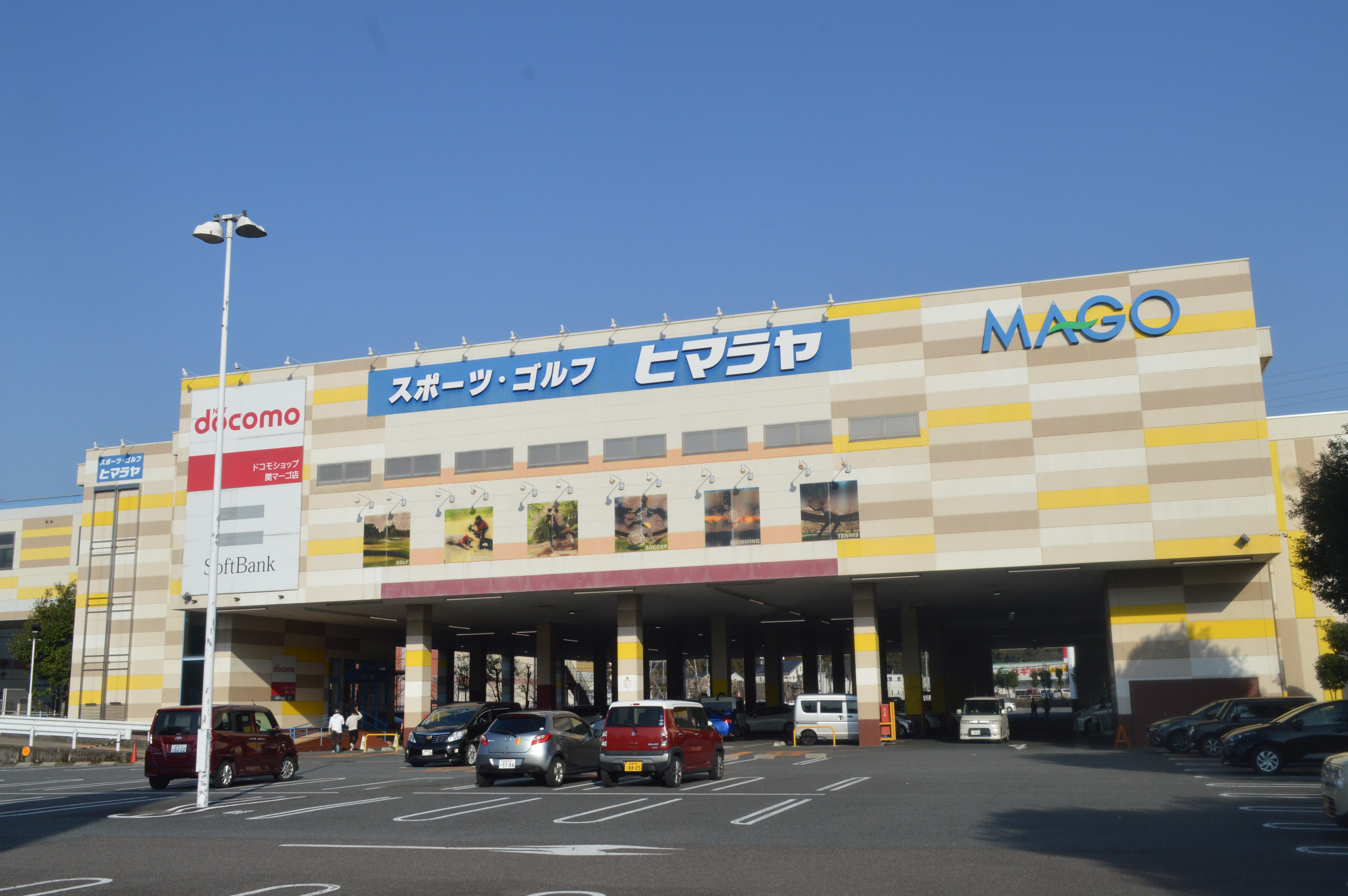
スポーツ館
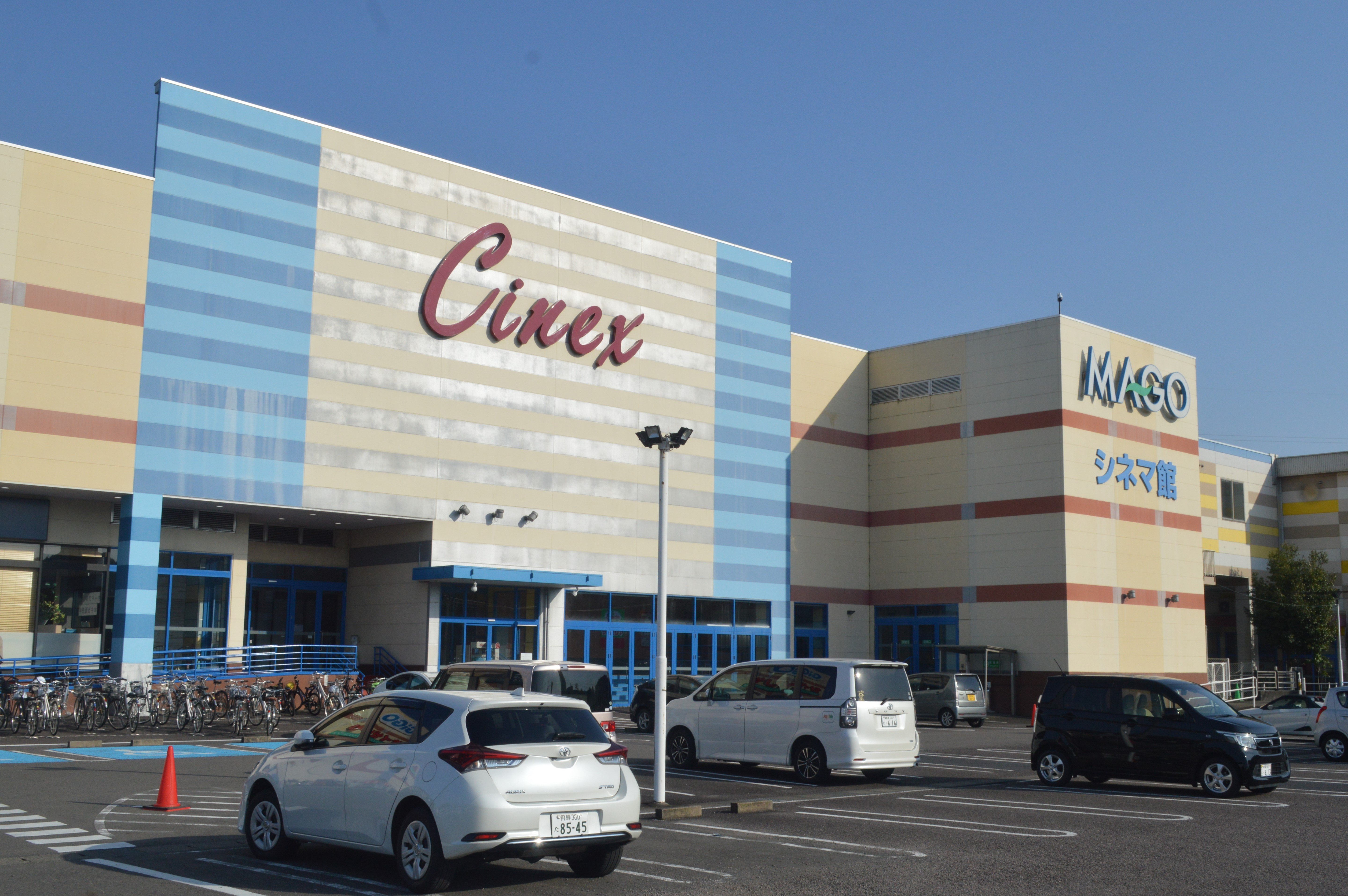
シネマ館
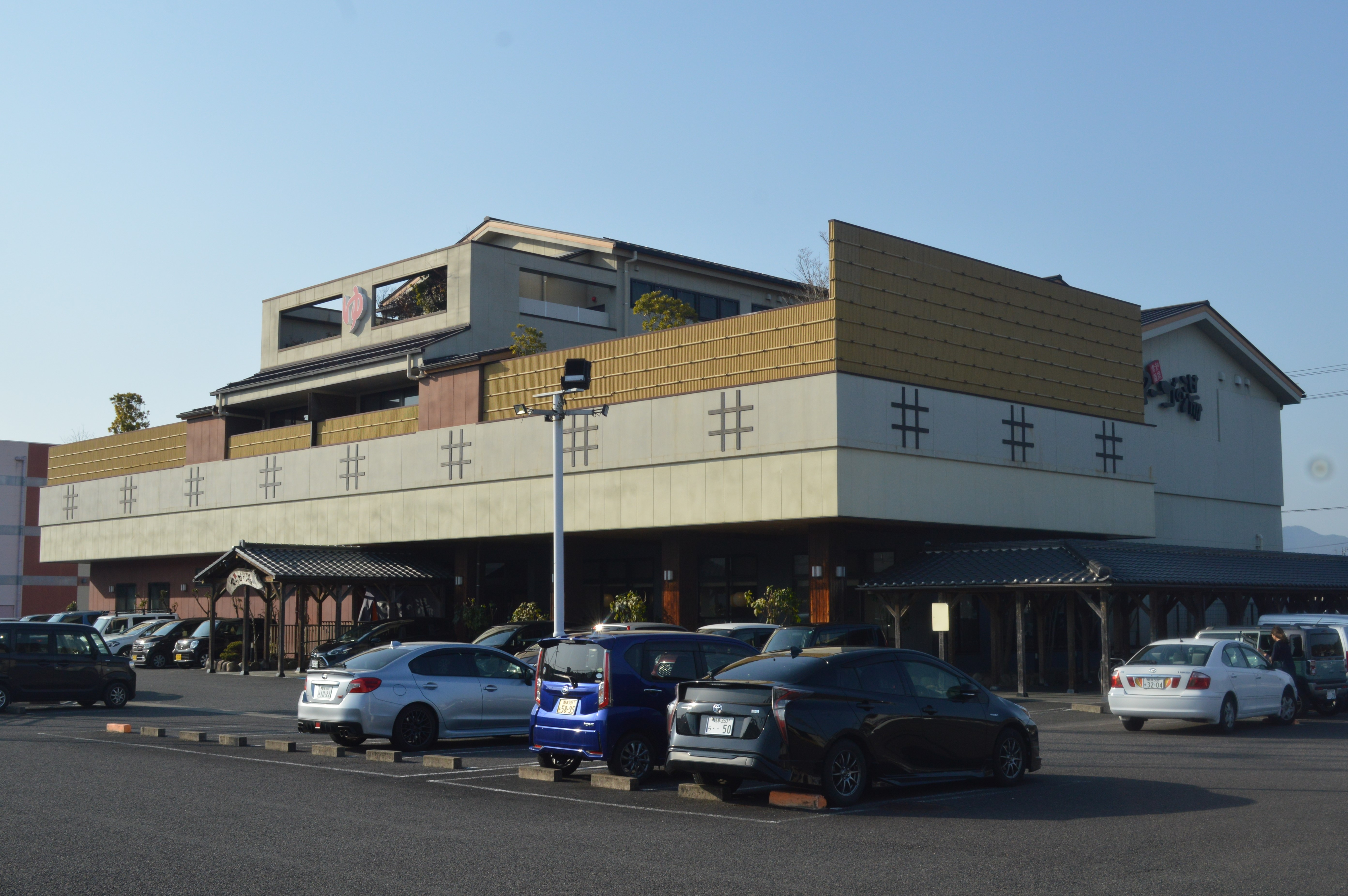
マーゴの湯

### シネックス マーゴ
シネックス マーゴは、サンサンシティマーゴのシネマ館に所在するシネマコンプレックス（映画館）。岐阜県岐阜市でミニシアター「CINEX」及び名画座「ロイヤル劇場」を経営している地場系興行会社の岐阜土地興業株式会社が経営・運営している。
全8スクリーンで総座席数は1,389席。全スクリーンに車椅子席2席を常備している。

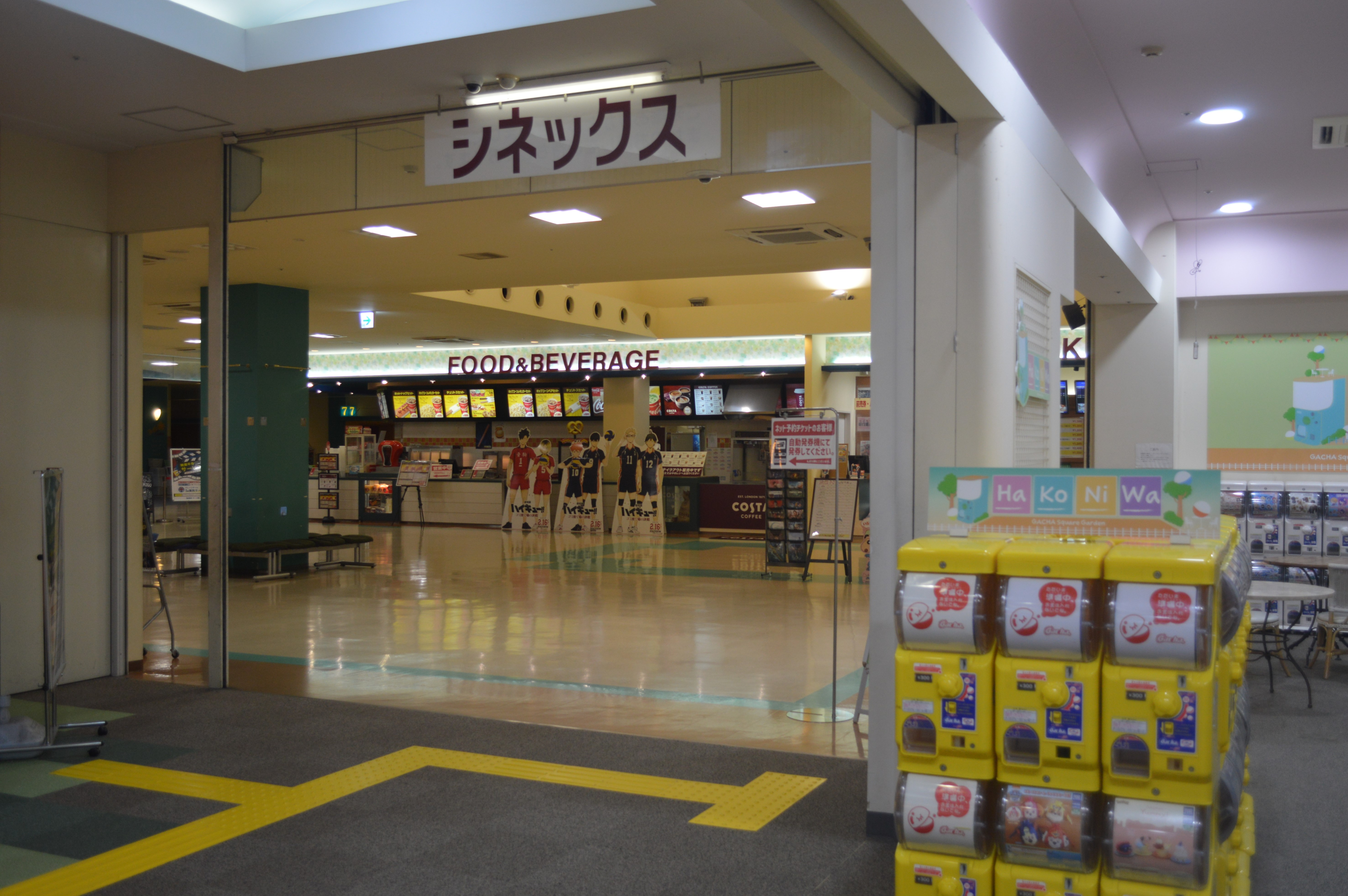
シネックスマーゴの入口

| スクリーン | 座席数 | 音響設備     |
| ---------- | ------ | ------------ |
| シネマ1    | 152    | DTS / SRD    |
| シネマ2    | 117    | DTS / SRD    |
| シネマ3    | 119    | DTS / SRD    |
| シネマ4    | 127    | DTS / SRD    |
| シネマ5    | 143    | DTS / SRD-EX |
| シネマ6    | 209    | DTS / SRD-EX |
| シネマ7    | 313    | DTS / SRD-EX |
| シネマ8    | 209    | DTS / SRD-EX |

- シネックスマーゴの入口

## 交通アクセス

### 自家用車
- 東海北陸自動車道「関IC」より国道248号を東進 → 倉知西交差点を左折 → 岐阜県道17号江南関線を北へ約1キロ。

### 路線バス
- 関市内巡回バス（コミュニティバス）：買い物循環線・わかくさ小金田線「マーゴ前」バス停下車。

### 無料シャトルバス
- 長良川鉄道越美南線 関駅より運行（土・日・祝日のみ）。

## その他
株式会社サン・ストラッセは、2005年（平成17年）4月1日で廃止された名鉄岐阜市内線・美濃町線・揖斐線の復活運動の中心となっていた企業だったが、路線復活は実現しなかった。